# 安赫利夫卡 (伊凡諾-法蘭科夫斯克州)
48°52′17″N 23°55′29″E / 48.87139°N 23.92472°E
安赫利夫卡（羅馬化：Anhelivka）是烏克蘭的村落，位於該國西部伊萬諾-弗蘭科夫斯克州，由卡盧什區負責管轄，始建於1811年，面積3.8平方公里，2001年人口315，人口密度每平方公里82.9人。